# Vorderer Riffenkopf
Der Vordere Riffenkopf (auch Riefenköpfle) ist die 1562 m ü. NHN hohe nordwestliche Bergschulter und ein Nebengipfel des Riffenkopfs in den Allgäuer Alpen. Auf ihn führt kein markierter Wanderweg.

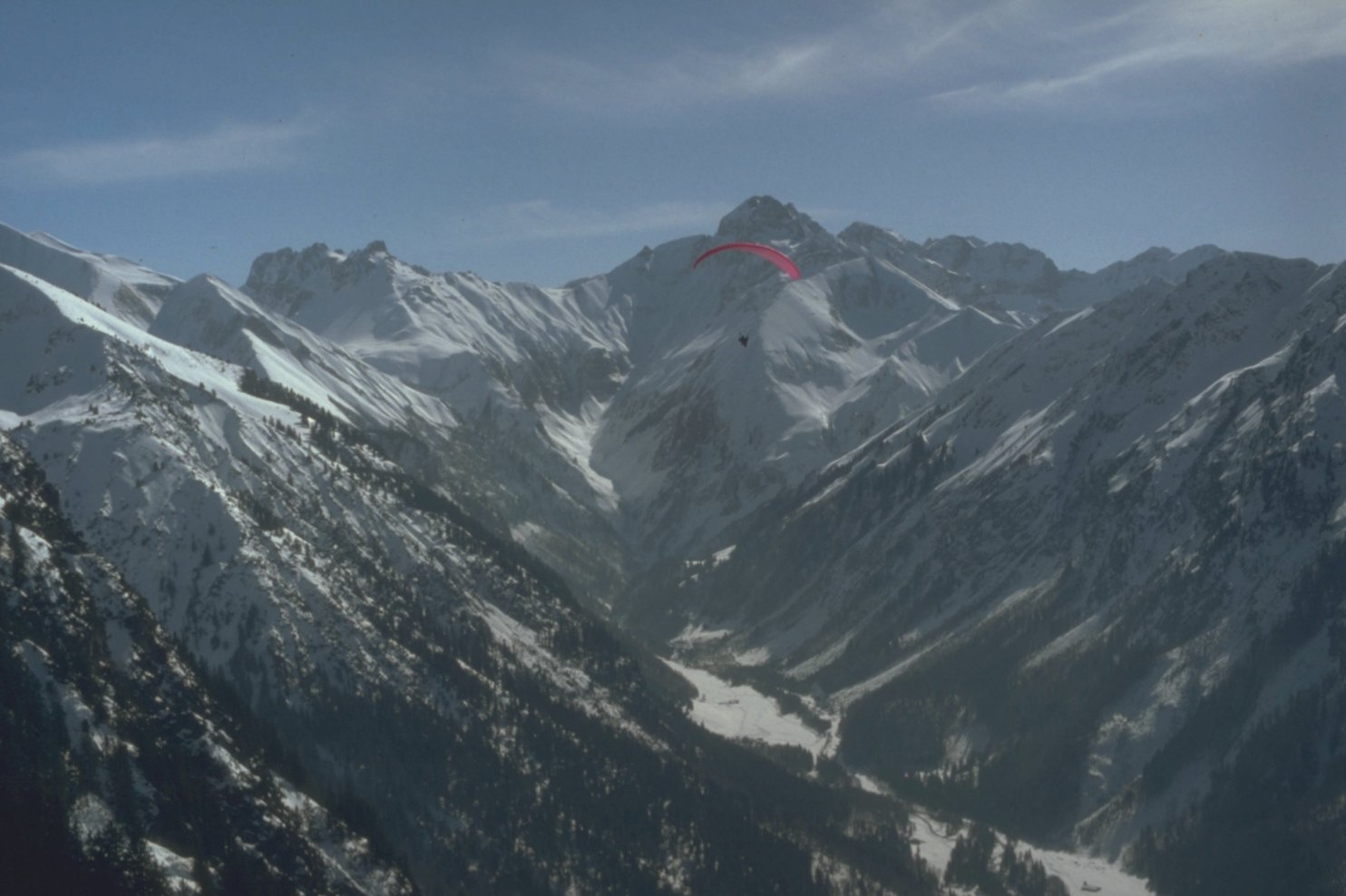
Trettachtal vom Vorderen Riffenkopf. Der Berg über dem Gleitschirm ist die Trettachspitze, der breite Felsberg im linken Bereich des Bildes ist der Kratzer